# Volokonovka
Volokonovka è una cittadina della Russia europea sudoccidentale, situata nella oblast' di Belgorod; appartiene amministrativamente al rajon Volokonovskij, del quale è il capoluogo.
Si trova nella parte centrale della oblast', lungo il fiume Oskol (affluente del Don).